# Dipulus
Dipulus es un género de peces de la familia Bythitidae, del orden Ophidiiformes. Este género marino fue descrito por primera vez en 1905 por Edgar Ravenswood Waite.

## Especies
Especies reconocidas del género:
- Dipulus caecus Waite, 1905
- Dipulus hutchinsi Møller & Schwarzhans, 2006
- Dipulus multiradiatus (McCulloch & Waite, 1918)
- Dipulus norfolkanus Machida, 1993